# Пол Нюман
Пол Лиънард Нюман (на английски: Paul Leonard Newman) е американски актьор и режисьор от еврейски произход, носител на наградата от фестивала в Кан, „Еми“ и БАФТА, три награди „Оскар“ и шест награди „Златен глобус“. Известни филми с негово участие са „Котка върху горещ ламаринен покрив“, „Мошеникът“, „Хладнокръвният Люк“, „Буч Касиди и Сънданс Кид“, „Цветът на парите“ и други. 

## Биография
Пол Нюман е роден в малко градче близо до Кливланд, Охайо в заможно семейство. Баща му е евреин, а майка му е словачка.
През 1951 г. се записва в Йейлския драматичен институт, а по-късно посещава актьорското студио на Лий Страсбърг. Първите му роли са на Бродуей. Признанието идва през 1957 с ролята на Роки Грациано в „Там горе някой ме обича“. Друг значим успех постига следващата година с образа на Брик Полит от „Котка върху горещ ламаринен покрив“ по пиесата на Тенеси Уилямс. В „Дългото горещо лято“ (1958 г.) създава задълбочен и комплексен образ на самотен аутсайдер. На снимачната площадка среща не само режисьора Мартин Рит с когото ще изгради дълго творческо сътрудничество, но и бъдещата си партньорка в живота Джоан Удуърд, за която е женен от 1958 г. Сред най-известните му филми от този период са „Той се казваше Омбре“, „Мошеникът“ (1961), „Хладнокръвният Люк“ (1967), „Животът и времената на съдията Рой Бийн“, „Присъдата“, „Играчът на билярд“, „Хъд“, „Ад под небето“ – The Towering Inferno (1974), „Удар със стик“ – Slap Shot (1977) и „Цветът на парите“.
Партньорството му с Робърт Редфорд ражда два много успешни филма, превърнали се в класика: „Буч Касиди и Сънданс Кид“ (1969 г., преди 1989 г. прожектиран в България със заглавието „Бъч Касиди и Сънданс Кид“) и „Ужилването“ (1973 г.). Получава „Оскар“ при шестата си номинация, за ролята на Еди Фелсън от „Цветът на парите“ (филм на Мартин Скорсезе, продължението на „Мошеникът“). Оттогава се появява все по-рядко във филми, но се отдава на другата си страст – състезанията със спортни коли. Създава своя компания за храни, Newman's own, чиито приходи отиват за дарения.
Умира на 26 септември 2008 г., на 83-годишна възраст, след продължително боледуване от рак.

## Избрана филмография
| Година | Филм                                    | Оригинално заглавие                  | Роля                  | Режисьор         |
| ------ | --------------------------------------- | ------------------------------------ | --------------------- | ---------------- |
| 1954   | Сребърният потир                        |                                      |                       |                  |
| 1956   | Там горе някой ме обича                 |                                      |                       |                  |
| 1958   | Револвер в лявата ръка                  | The Left Handed Gun                  | Били Хлапето          | Артър Пен        |
| 1958   | Котка върху горещ ламаринен покрив      | Cat on a Hot Tin Roof                | Брик Полайт           | Ричард Брукс     |
| 1958   | Дългото горещо лято                     | The Long, Hot Summer                 | Бен Куик              | Мартин Рит       |
| 1960   |                                         | Exodus                               |                       |                  |
| 1961   | Играчът на билярд                       | The Hustler                          | бързият Еди Фелсън    | Робърт Росън     |
| 1962   |                                         | Sweet Bird of Youth                  |                       |                  |
| 1963   | Хъд                                     |                                      |                       | Мартин Рит       |
| 1963   |                                         | The Prize                            |                       |                  |
| 1966   |                                         | Torn Curtain                         |                       |                  |
| 1966   |                                         | Harper                               |                       |                  |
| 1967   | Той се казваше Омбре                    | Hombre                               | Джон Ръсел            | Мартин Рит       |
| 1967   | Хладнокръвният Люк                      | Cool Hand Luke                       | Люк Джаксън           | Стюарт Розенбърг |
| 1969   | Буч Касиди и Сънданс Кид                | Butch Cassidy and the Sundance Kid   | Буч Касиди            | Джордж Рой Хил   |
| 1970   | Радиостанция САЩ                        |                                      |                       |                  |
| 1972   | Джобни пари                             |                                      |                       |                  |
| 1972   | Животът и времената на съдията Рой Бийн | The Life and Times of Judge Roy Bean | Съдия Рой Бийн        | Джон Хюстън      |
| 1973   | Ужилването                              | The Sting                            | Хенри (Шоу) Гондорф   | Джордж Рой Хил   |
| 1973   |                                         | The Mackintosh Man                   |                       |                  |
| 1974   | Ад под небето                           | The Towering Inferno                 |                       |                  |
| 1975   |                                         | The Drowning Pool                    |                       |                  |
| 1976   | Бъфало Бил и индианците                 | Buffalo Bill and the Indians         | Бъфало Бил            | Робърт Олтмън    |
| 1977   | Удар със стик                           | Slapshot                             |                       |                  |
| 1981   |                                         | Absence of Malice                    |                       |                  |
| 1982   |                                         | The Verdict                          |                       |                  |
| 1986   | Цветът на парите                        | The Color of Money                   | Еди Фелсън            | Мартин Скорсезе  |
| 1989   |                                         | Fat Man and Little Boy               |                       |                  |
| 1989   |                                         | Blaze                                |                       |                  |
| 1994   | Генерално пълномощно                    | The Hudsucker Proxy                  | Сидни Масбергер       | Джоел Коен       |
| 1994   | Няма балами                             | Nobody's Fool                        | Доналд „Съли“ Съливан | Робърт Бентън    |
| 1998   | Здрач                                   | Twilight                             | Хари Рос              | Робърт Бентън    |
| 1999   | Писмо в бутилка                         |                                      |                       |                  |
| 2002   | Път към отмъщение                       | Road to Perdition                    | Джон Руни             | Сам Мендес       |
| 2006   | Колите                                  | Cars                                 | Док Хъдсън (глас)     | Джон Ласитър     |